# Дацьбоґі (Мазовецьке воєводство)
Дацьбоґі (пол. Daćbogi) — село в Польщі, у гміні Вішнев Седлецького повіту Мазовецького воєводства.
Населення — 130 осіб (2011).
У 1975-1998 роках село належало до Седлецького воєводства.

## Демографія
Демографічна структура станом на 31 березня 2011 року:
|          | Загалом | Допрацездатний вік | Працездатний вік | Постпрацездатний вік |
| -------- | ------- | ------------------ | ---------------- | -------------------- |
| Чоловіки | 65      | 14                 | 39               | 12                   |
| Жінки    | 65      | 18                 | 31               | 16                   |
| Разом    | 130     | 32                 | 70               | 28                   |